# مومان وسطی (کنارک)
۲۵°۳۴′۱۲″ شمالی ۶۰°۲۸′۴۷″ شرقی / ۲۵٫۵۷۰۰۰°شمالی ۶۰٫۴۷۹۷۲°شرقی
مومان وسطی، روستایی از توابع بخش مرکزی شهرستان کنارک در استان سیستان و بلوچستان ایران است.

## جمعیت
این روستا در دهستان بانسنت قرار دارد و براساس سرشماری عمومی نفوس و مسکن در سال ۱۳۹۵، جمعیت آن برابر با ۵۹۴ نفر (۱۶۲ خانوار) بوده‌است.